# 教练-8
教练-8（JL-8），又名K-8，是一种由中国南昌飞机制造公司设计制造的双座中级喷气教练机和轻型攻击机。这架飞机的主承包商是洪都航空工业集团。该机型研发始于1982年，旨在取代解放军空军老旧的歼教-5。以适应歼-7乃至后来装备的歼-8的训练任务。1992年实现量产。
教-8的出口版全部稱作K-8，這個出口变种机型是与巴基斯坦联合航空体（Pakistan Aeronautical Complex，PAC）合作开发的喀拉昆仑-8教练机（K-8）而獲名。使用中国国产发动机后則被称为K-8J，也就是K-8國內型的意思，另外國產發動機版本也還有一個名字练-11。

## 简介
教练-8的源自于1982年，用于取代空军已经淘汰的歼教-5，1986年，中国与巴基斯坦政府间签署的联合开发协议，合作进行教练-8的研发，并由巴基斯坦进行机体的生产。经由当时的巴基斯坦总统齐亚哈克提议，名字改为中巴边境上的喀喇昆仑，以代表了两国之间的友谊。1987年，设计工作在南昌飞机制造公司展开。中国的飞机总设计师為石屏，後來因為教練8的開發功績獲得中國工程院院士榮譽，設計團隊由100多名中国工程师和20名巴基斯坦的工程师合組。
1989年，教練8原型機出廠、1990年11月21日原型機由首席試飛員楊耀駕駛首飛。在1991至1993年，教練8總共完成4架原型機，並由2位巴基斯坦及4位解放軍空軍飛官持續測試。教練8首批量產機在1992年決定為24架，中國分得18架、巴基斯坦為6架；巴基斯坦在1995年決定加訂75架K-8取代T-37鳴鳥式教練機；解放軍空軍雖然在後續也持續增購教練8，但在殲教5當時仍有極大數量的狀況下增購總量有限，至2008年解放軍才突破120架採購量。

## 設計
教練-8/K-8為第二次世界大戰後典型的軍用噴射教練機設計，整體外觀設計類似一眾西方教練機（例如:意大利製MB-339教練機），其機身是兩側進氣並且有多個艙門以方便打開維修，發動機能方便地在後機身拆出，其機身壽命達到8000小時，和西方教練機相當，機翼為全鋁合金製下單翼，機翼為簡單的梯形而其橫切面是層流翼形，不單產生的空氣阻力較小而且能改善在大迎角之下的失速，座艙採用前座比後座低28厘米而令前座的前下視角為14度而後座的前下視角為5度，視野比舊式的歼教-5等中國教練機有改善。
教練-8/K-8有著良好的飛行機動性，其機動性已和三代機相似，除了不能作超音速飛行外，能作出三代戰鬥機的各種空戰動作，其機翼和機身下總共有5個掛架，最多可掛載950公斤各種彈藥而機身掛架可掛機炮吊艙，故教練-8/K-8也可執行對地攻擊。

## 動力
教練-8/K-8動力方面雖類似教練-10受到心臟病之困擾，但教練-8/K-8情況較好的是可以不依賴國外進口的發動機，出口型选用的是霍尼韦尔国际公司的TFE-731-2A-2A涡扇发动机或者马达西奇的AI-25TLK涡扇发动机，国内版教练8选用的是逆向仿制AI-25T的涡扇-11型发动机，可以自給自足。需要注意的是，使用WS-11发动机的教练-8编号又统一变更为练-11（L-11），但大致為相同產品。

## 衍生型

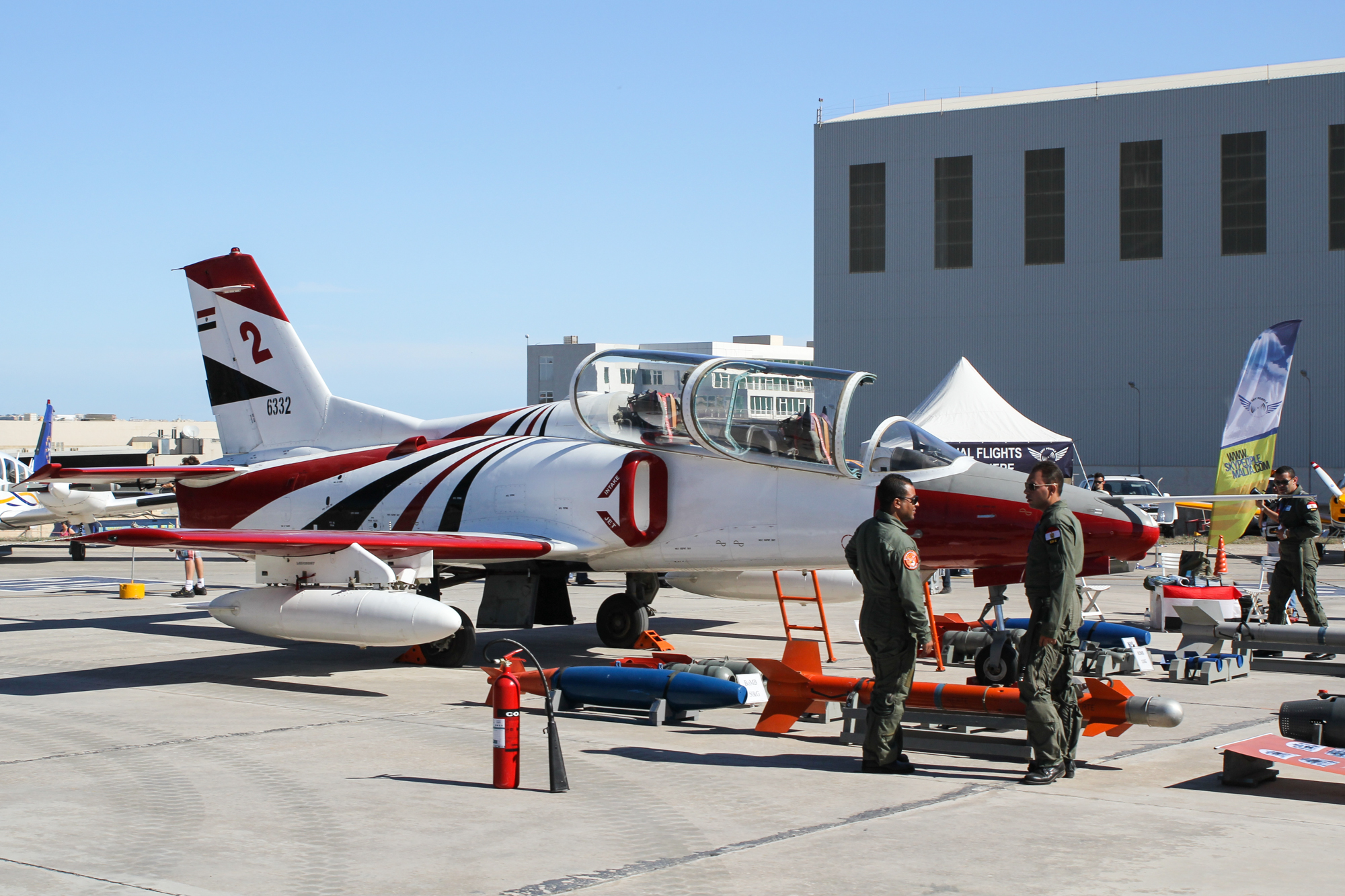
埃及空軍K-8E教練機在馬耳他航展展示

资料来自: SinoDefence.com
- K-8

原型机使用Garrett TFE731-2A涡轮风扇发动机。
- K-8E

K-8埃及版（1999年），对机身和航空电子设备进行了33处改动。由中国提供部件，在埃及组装。并于2005年完成首批80架的生产数量。并额外获准生产40架K-8E。
- K-8P

巴基斯坦版，装备有诸如玻璃座舱这样的航空电子设备。
- K-8V

“综合飞行测试模拟飞机”（IFTSA），配备了先进的飞行控制计算机和模拟飞行控制系统，可模拟其他飞机的气动特性和飞行剖面。主要用于测试飞机设计之前的原型构建和测试。
- 教练-8

中国人民解放军空军版本使用烏克蘭製Ivchenko AI-25 TLK涡扇发动机和中国的航电系统。于1994年12月首飞，1998年6月有6架飞机交付空军。
- K-8J

原本被國內稱為「練-11」，後來改為K-8J，使用WS-11涡扇发动机（Ivchenko AI-25 TLK的中国生产型号）的教练-8，空军装备超过100架，現已取代了歼教-5。
- 教练-8W (K-8W)

改进驾驶舱和HUD的版本。2010年3月13日，装备委內瑞拉玻利瓦尔共和国航空部队，总共订购了18架(对外宣称超过40架)。
- 教练-8VB (K-8VB)

简化版的教练-8W；出口到玻利维亚空军，订单总数6架（也有称超过12架）。

## 事故
- 2021年3月24日：一架玻利維亞空軍K-8VB（機號 FAB-663）在執行訓練任務期間墜毀在玻利維亞薩卡巴的一所房屋中，造成一名婦女死亡。兩名機組人員彈射出飛機後均獲救。[5]
- 2022年6月18日：一架委內瑞拉空軍K-8W（機號 2702）在蘇利亞州洛斯科爾蒂霍斯墜毀。兩名機組人員均彈射獲救。[6]
- 2023年11月11日：一架緬甸空軍戰機在克倫尼邦墜毀。兩名飛行員均安全彈射。緬甸空軍稱，飛機出現了技術故障，而叛亂組織則報告戰機被擊落。[7]
- 2025年1月7日：一架巴基斯坦空軍PK-8在巴基斯坦空軍學院墜毀。中隊長穆罕默德·艾哈邁德·米安 (Muhammad Ahmed Mian) 因無法彈射而身亡。據報道，墜機是由於技術故障造成的。[8]
- 2025年2月6日：辛巴威空軍一架K-8在圭魯地區墜毀。機上唯一的飛行員在事故中喪生。[9]

## 使用国
安哥拉
- 安哥拉空軍 - 訂購8架K-8W

- 孟加拉國空軍 - 訂購8架K-8W

 玻利维亚
- 玻利维亚空军 - 6架K-8VB

 中国

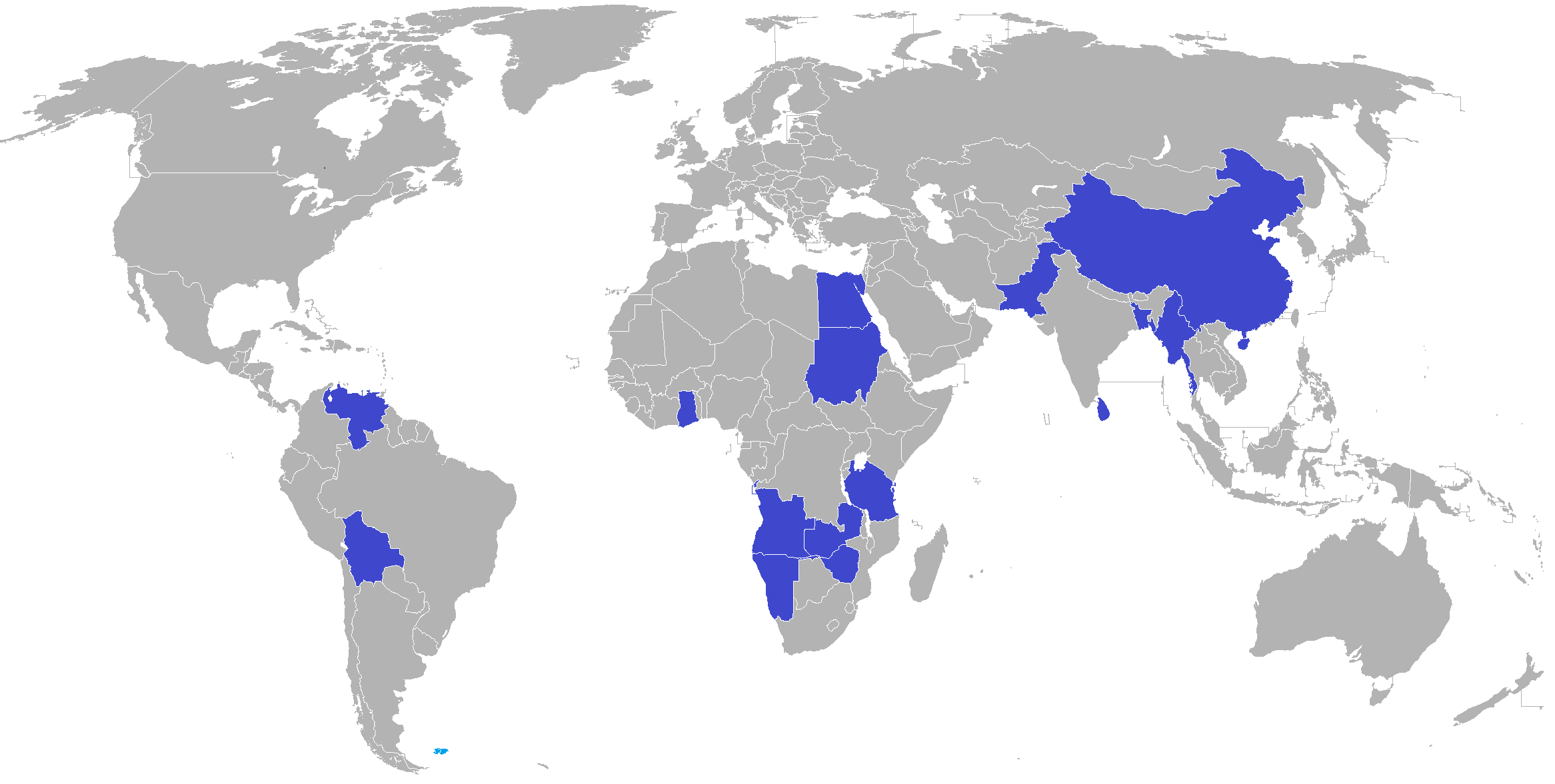
使用國

- 中国人民解放军空军 - 有至少550架教练-8交付中国空军[10]

 埃及
- 埃及空军 - 118架K-8E (80架由中国提供部件进行组装，40架由埃及自行生产，另有2架坠毁)

- 加纳空军 - 4架[11]

 緬甸
- 缅甸空军 - 12架K-8教练机已经交付，另有48架额外订单。[10]

 纳米比亚
- 纳米比亚空军 - 12架

 巴基斯坦
- 巴基斯坦空军 - 目前运行38架K-8P。[10]

 斯里蘭卡
- 斯里兰卡空军 - 5架K-8交付，另有2架的订单。[10]

 苏丹
- 苏丹空军 - 12架

 坦桑尼亚
- 坦桑尼亚空军 - 6架

 委內瑞拉
- 委内瑞拉空军 - 訂購18架，在2010年5月13日有6架K-8W交付，此后1架坠毁，在2011年12月前又有12架将被交付。[12]

 尚比亞
- 赞比亚空军 - 8架

 辛巴威
- 津巴布韦空军 - 11架 (交付12架，坠毁1架)[13]

## 圖片

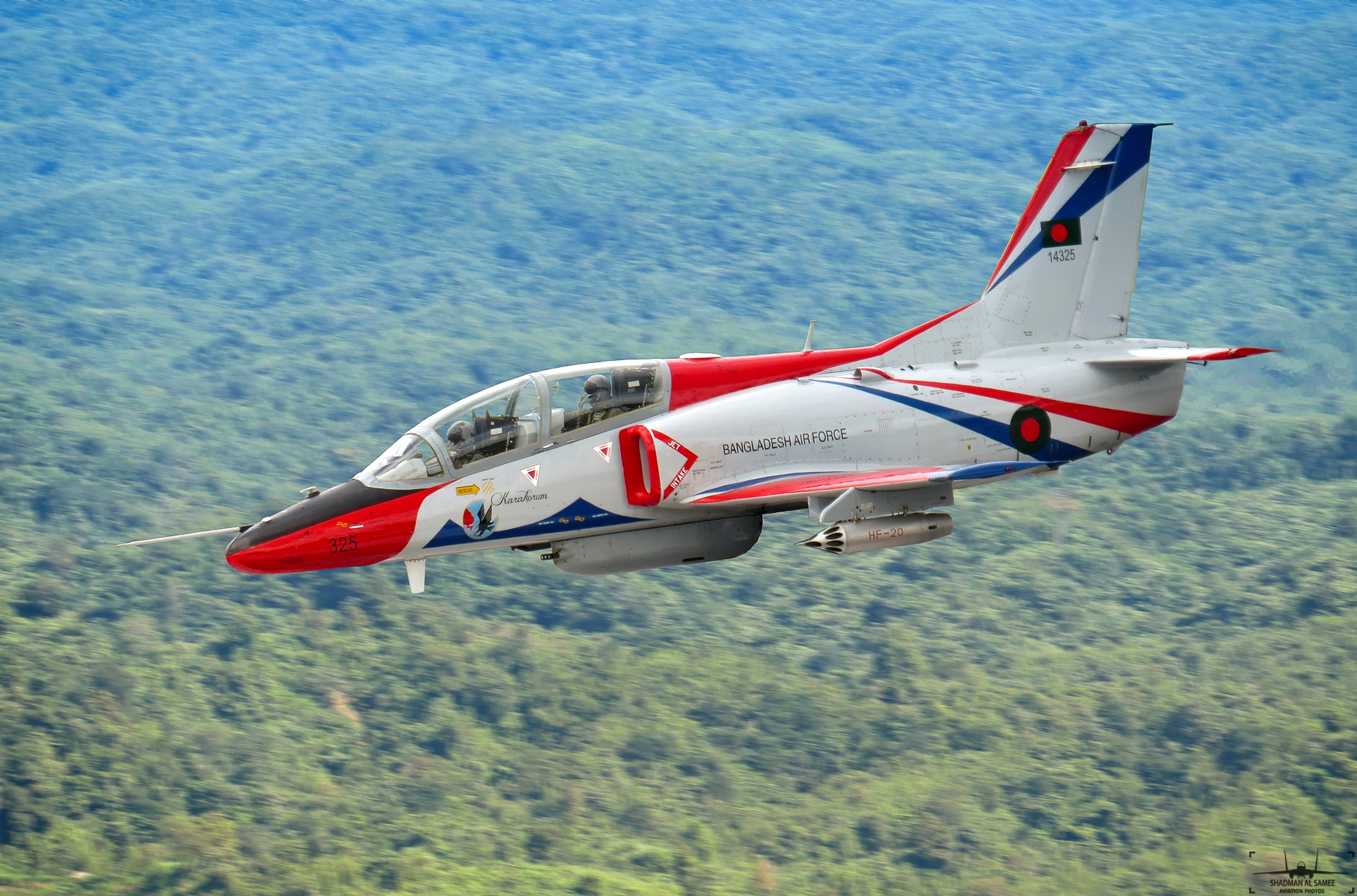
孟加拉國空軍的K-8W
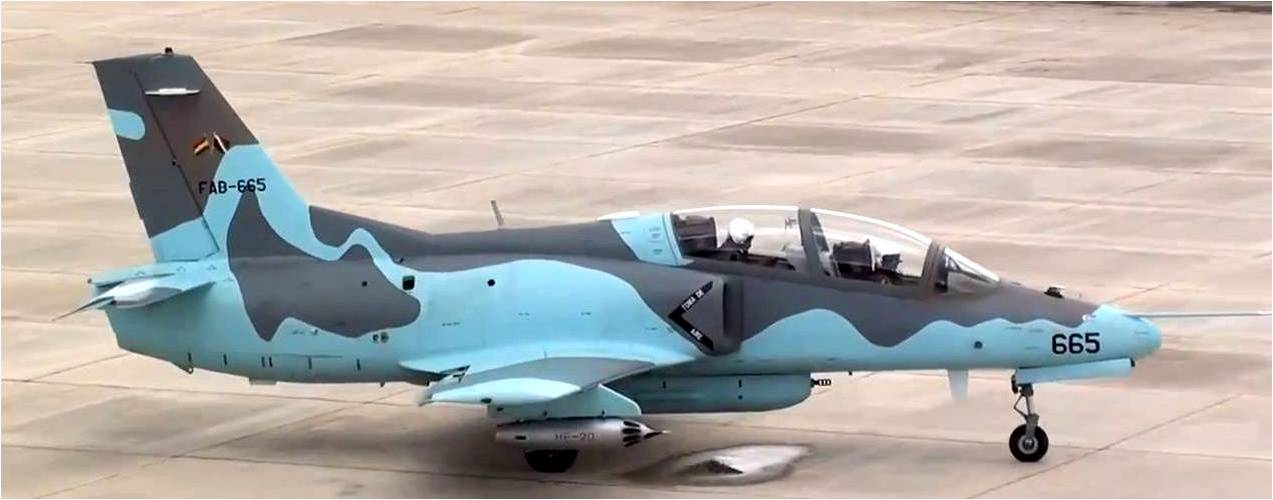
玻利维亚空军的K-8VB
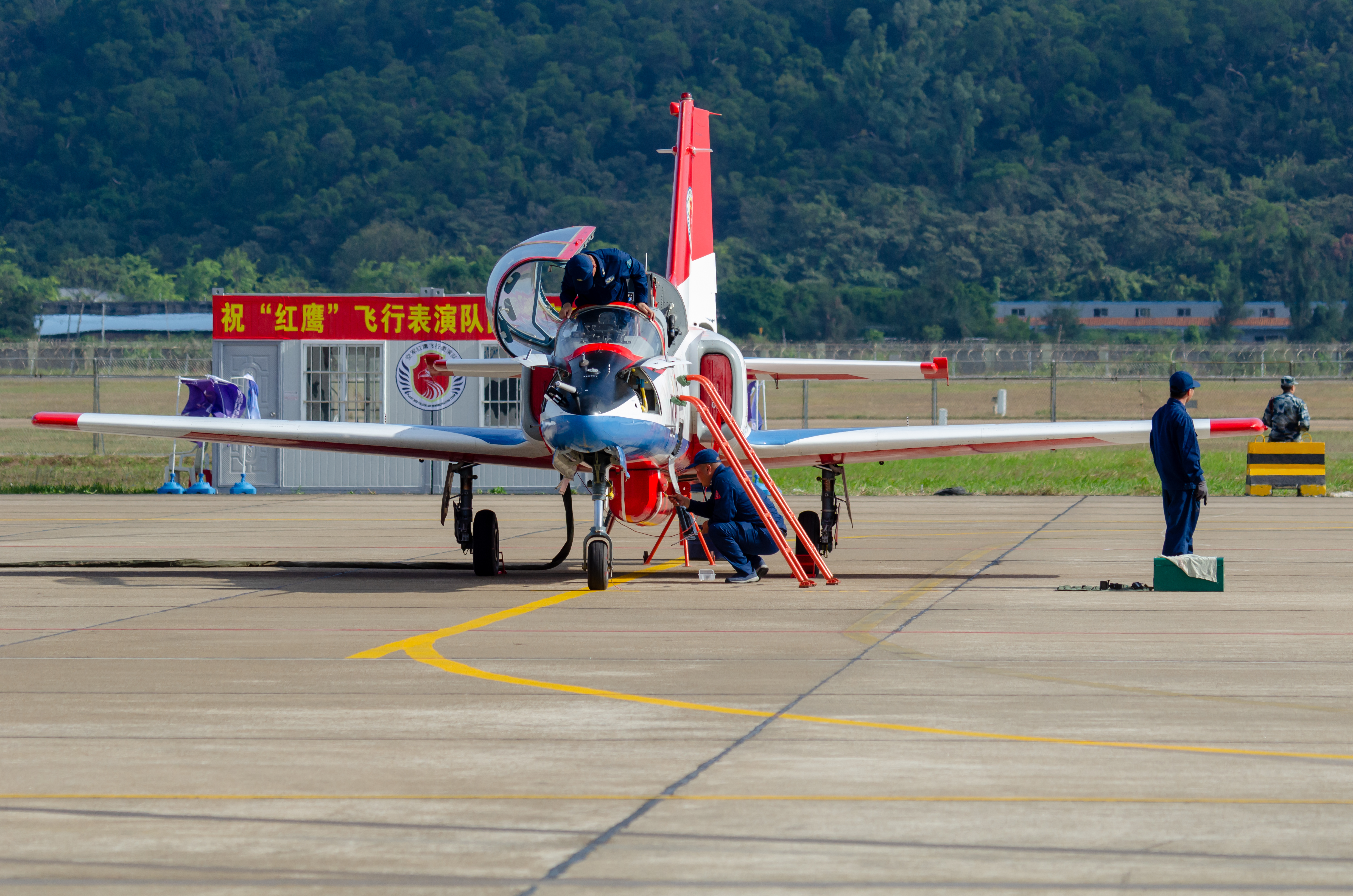
紅鷹飛行表演隊的JL-8
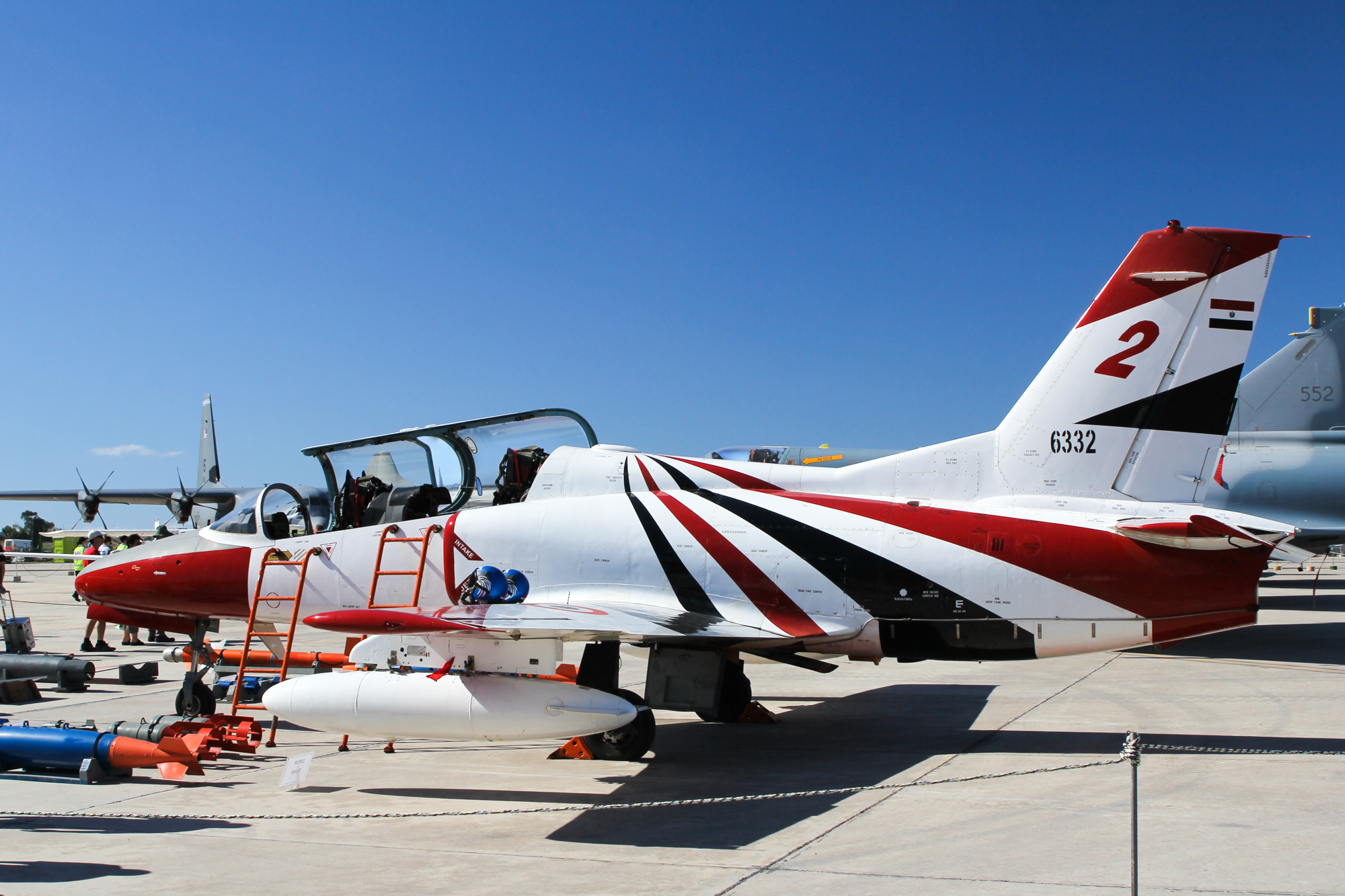
埃及空軍的K-8E
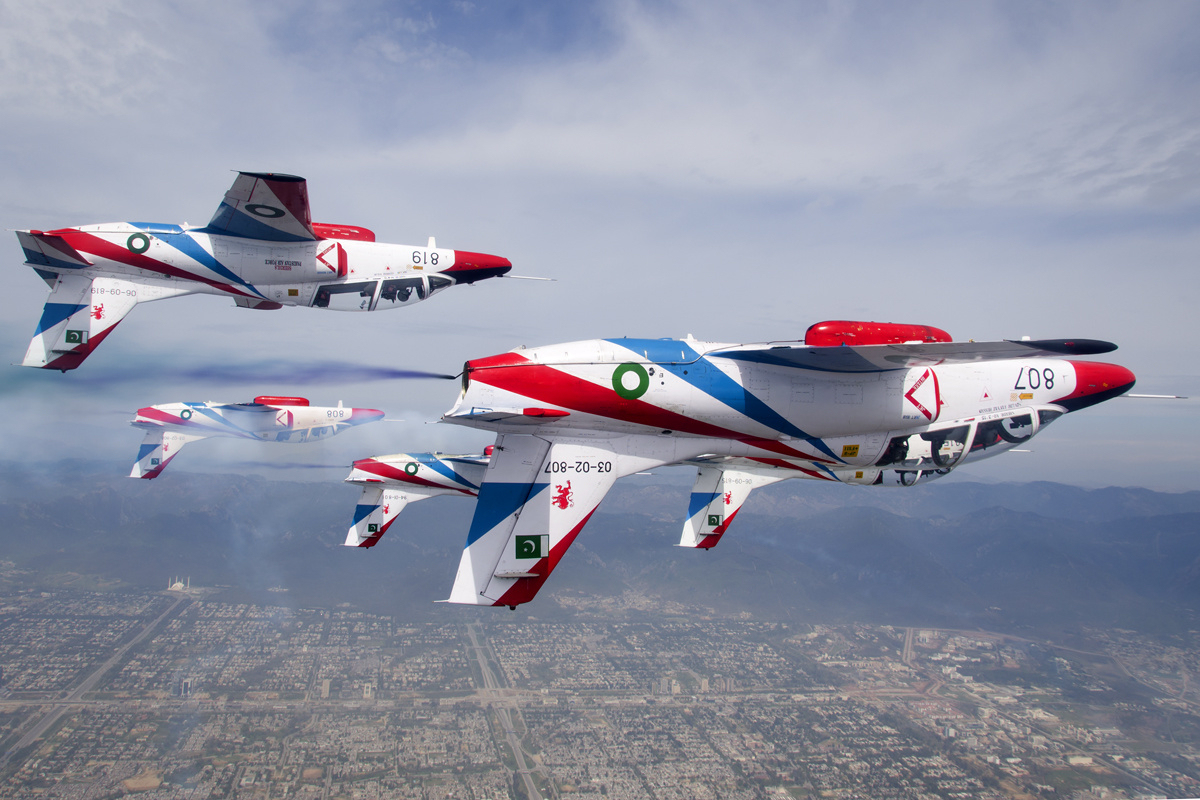
巴基斯坦空軍特技飛行隊的K-8P
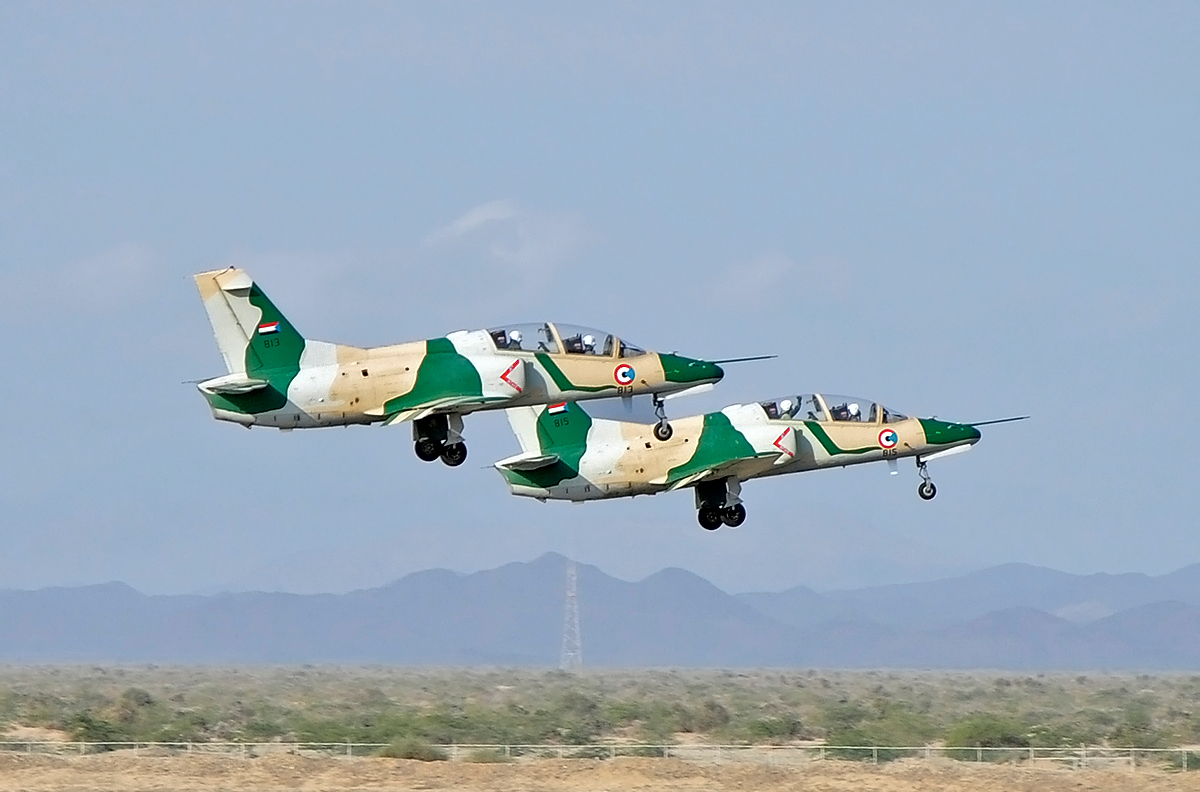
蘇丹空軍的K-8起飛
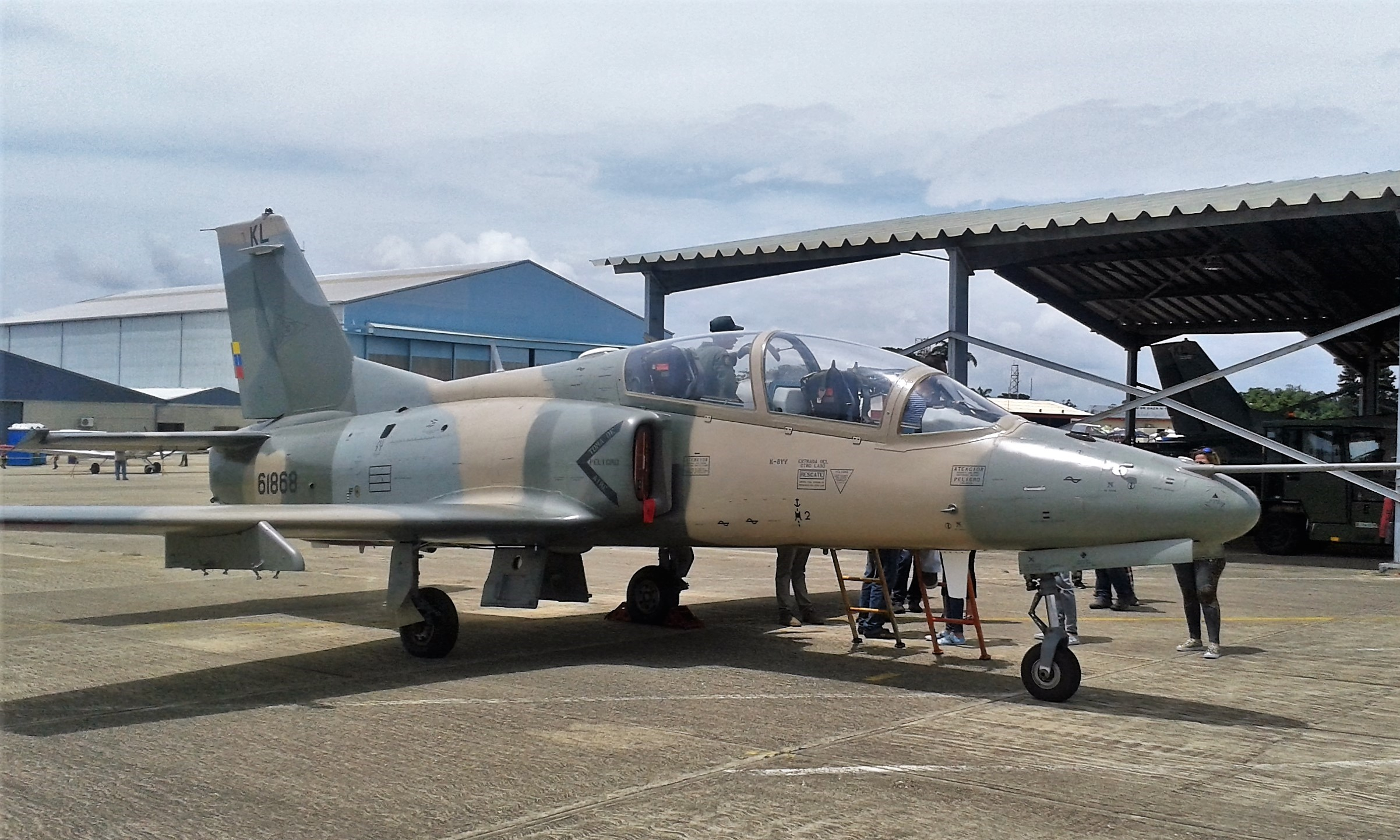
委內瑞拉空軍的K-8W
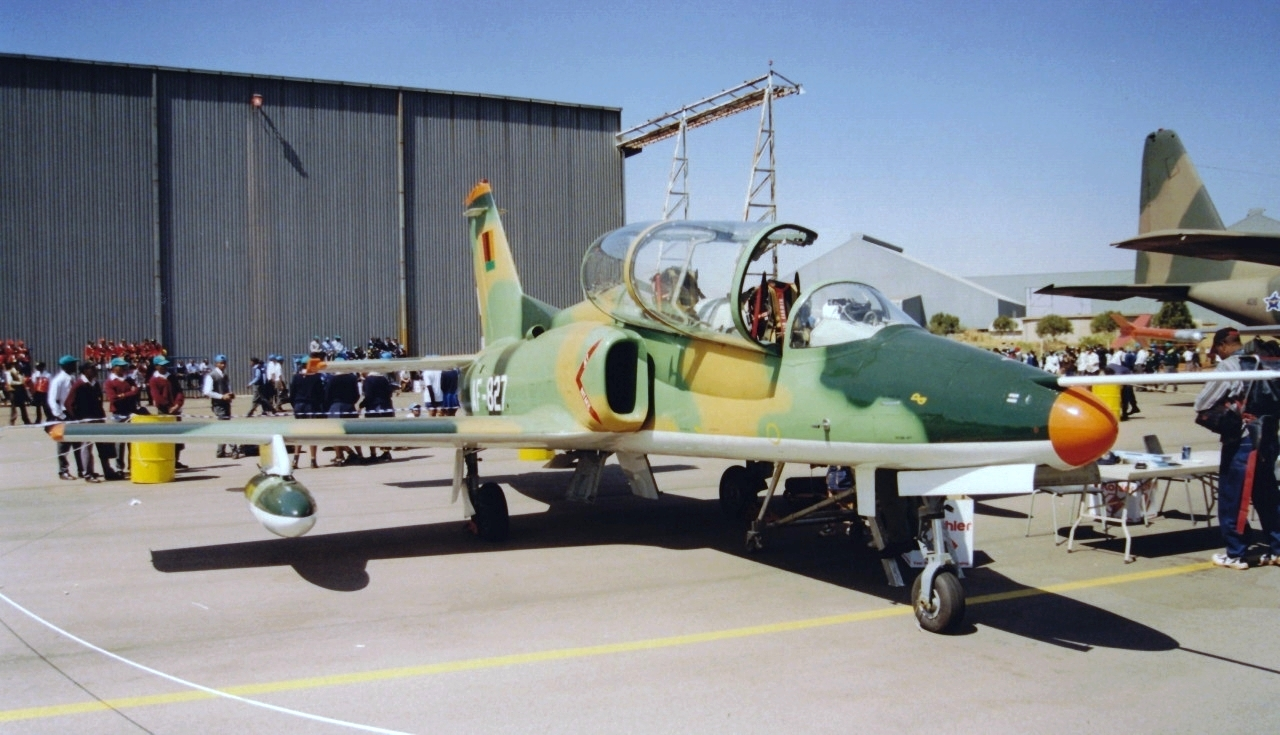
尚比亞空軍的K-8
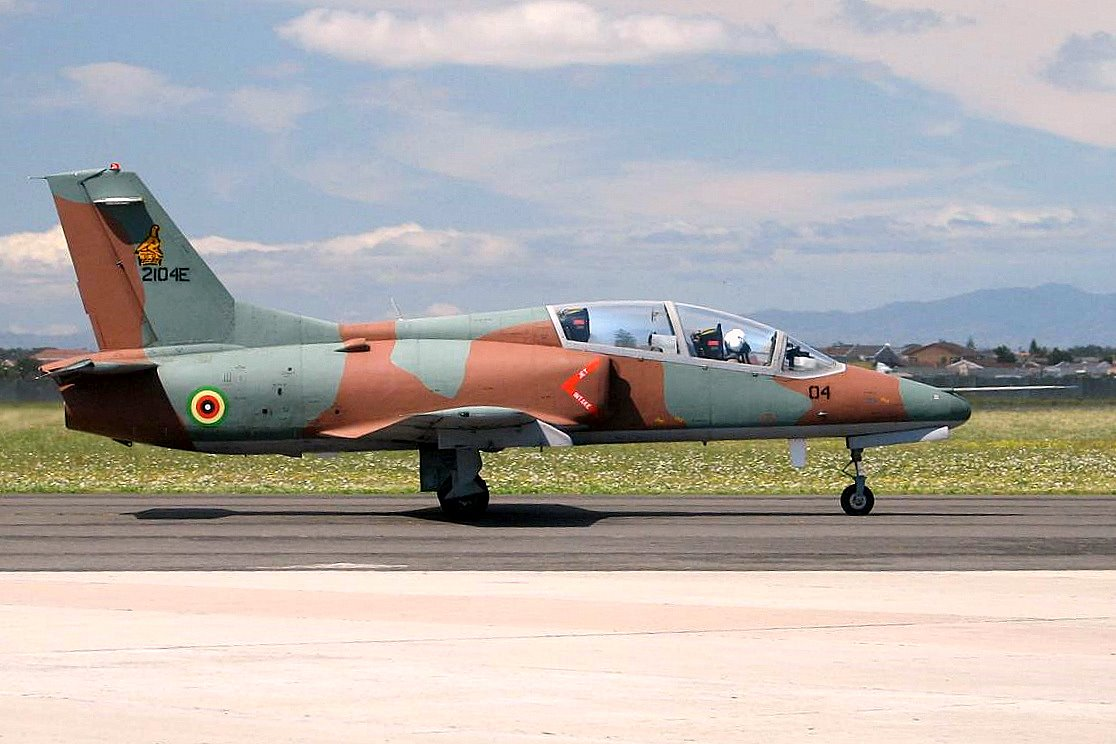
津巴布韦空军的K-8在開普敦航展

## 外部連結
- 细品  K-8 教练机 （页面存档备份，存于）
- 铸翼——中国空军教练机选型 （页面存档备份，存于）